# Canidae
Cet article possède un paronyme, voir Channidae.
Un Chacal doré, un Dhole,

un Lycaon, un Renard des savanes

un Loup à crinière, un Chien des buissons

un Renard des steppes, un Tanuki de Chine

un Otocyon et un Renard gris américain.

Famille
Sous-familles de rang inférieur
- Caninae (avec les espèces actuelles)
- † Borophaginae
- † Hesperocyoninae

Les Canidés (Canidae) sont une famille de mammifères de l'ordre des Carnivores, éponyme de la branche des Caniformes, et comprenant entre autres les loups (et donc le chien), les chacals et les renards.
Les Canidés se trouvent sur tous les continents, à l'exception de l'Antarctique, où ils sont arrivés indépendamment ou accompagnés d'êtres humains sur de longues périodes. Les espèces varient en taille, du loup gris de 2 mètres de long au fennec de 24 centimètres de long. Les formes corporelles des Canidés sont similaires, ayant généralement des oreilles droites, de longs museaux, aux canines développées et aux molaires nombreuses, adaptées pour casser les os et trancher la chair, de longues pattes, des griffes non rétractiles (contrairement aux Félidés) et des queues touffues. Ce sont pour la plupart des animaux sociaux, vivant ensemble en unités familiales ou en petits groupes et se comportant de manière coopérative. En règle générale, seul le couple dominant d'un groupe se reproduit et une portée de jeunes est élevée chaque année dans une tanière souterraine. Les Canidés communiquent par des signaux olfactifs et des vocalisations. Les chiens, domestiques et féraux (Dingo et Chien chanteur), sont des descendants du Loup gris (Loup du Pléistocène (en), Chien du Paléolithique (en)), nés d'une domestication humaine au Paléolithique supérieur et restent aujourd'hui les animaux domestiques les plus largement conservés.

## Caractéristiques
Les Canidés ont un bulbe tympanique non cloisonné. Leurs griffes ne sont pas rétractiles. Ils possèdent 5 doigts sur les pattes antérieures et 4 sur les pattes postérieures.
Les Canidés sauvages sont présents sur tous les continents à l'exception de l'Antarctique et peuplent une grande variété d'habitats, dont les déserts, les massifs montagneux, les forêts et les prairies. Ils présentent des tailles variables, du Fennec qui peut ne pas dépasser 24 cm de long et peser 0,6 kg au Loup gris qui peut atteindre 160 cm de long et dépasser 70 kg. Seuls le Renard gris, le Renard gris insulaire (étroitement apparenté au premier) et le Chien viverrin sont capables de grimper aux arbres,,.
Tous les Canidés ont la même forme de base, bien que les tailles relatives du museau, des membres, des oreilles et de la queue varient considérablement d'une espèce à l'autre. Les Canidés ont des pattes relativement longues et un corps souple, adapté à la chasse, à l'exception du chien des buissons, du chien viverrin et de certaines races de chiens domestiques. La queue est touffue et la longueur du pelage change avec la saison. Le museau est nettement plus allongé que celui des félins. Les arcades zygomatiques sont larges, le crâne présente une crête lambdoïde transversale à l'arrière et chez quelques espèces, une crête sagittale. L'orbite osseuse autour de l’œil ne forme jamais un anneau complet et les bulles tympanales sont lisses et arrondies. Les femelles ont trois à sept paires de mamelles.

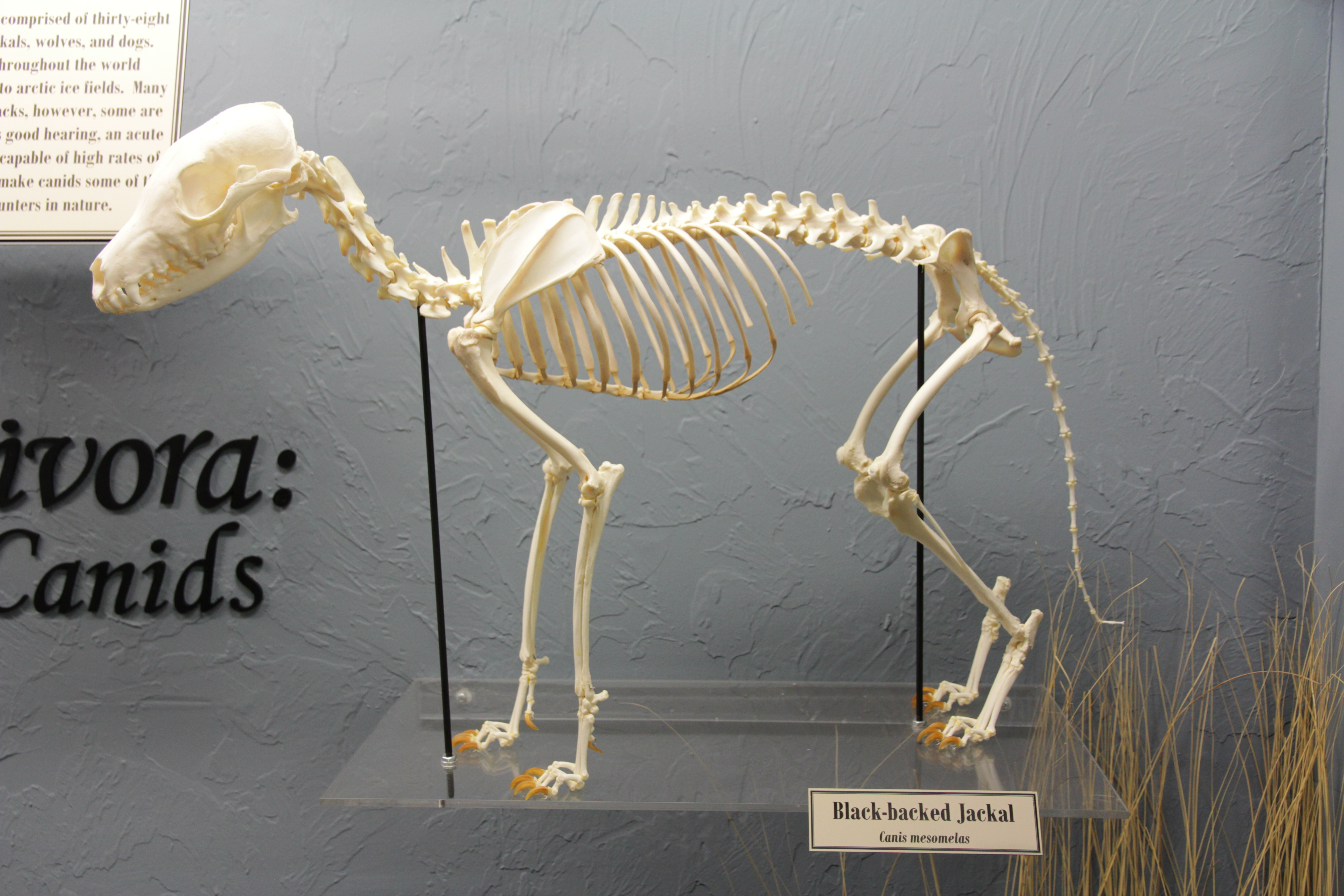
Squelette d'un chacal à dos noir (Lupullela mesomelas) exposé au Musée d'Ostéologie

Tous les Canidés sont digitigrades (ils marchent sur les orteils). L'extrémité du nez, la truffe, est toujours dépourvue de poils, tout comme les coussinets sous les pattes. Ces derniers sont situés sous chaque doigt tandis qu'un coussinet plus grand est situé sous l'extrémité des doigts. Des poils poussent entre les coussinets et chez le Renard polaire le dessous des pattes est même couvert d'une fourrure dense à certaines périodes de l'année. Les Canidés ont cinq doigts sur les pattes antérieures (à l'exception du lycaon qui en a quatre), mais le pouce est atrophié et ne touche pas le sol. Les pattes postérieures ont quatre doigts mais certains chiens domestiques présentent un cinquième doigt atrophié qui n'a cependant aucune connexion anatomique avec le reste du membre. Les griffes incurvées ne sont pas rétractiles et sont plus ou moins émoussées.
Le pénis chez le mâle contient un os, le baculum. Il contient également une structure à la base appelée bulbe glandis, qui aide à créer un lien copulatoire pendant l'accouplement, enfermant les animaux ensemble pendant jusqu'à une heure. Les jeunes Canidés naissent aveugles, leurs yeux s'ouvrant quelques semaines après la naissance. Tous les Canidés actuels (famille des Caninae) ont un ligament similaire au ligament nuchal des Ungulata et qui sert à maintenir la position de la tête et du cou avec peu d'effort musculaire. Ce ligament permet d'économiser de l'énergie lorsque l'animal parcourt de grandes distances tout en maintenant le nez au sol pour suivre une piste. Cependant, d'après les détails des os du cou, il semble qu'au moins certains des Borophaginae (tel que Aelurodon) aient été dépourvus de ce ligament.

### Denture

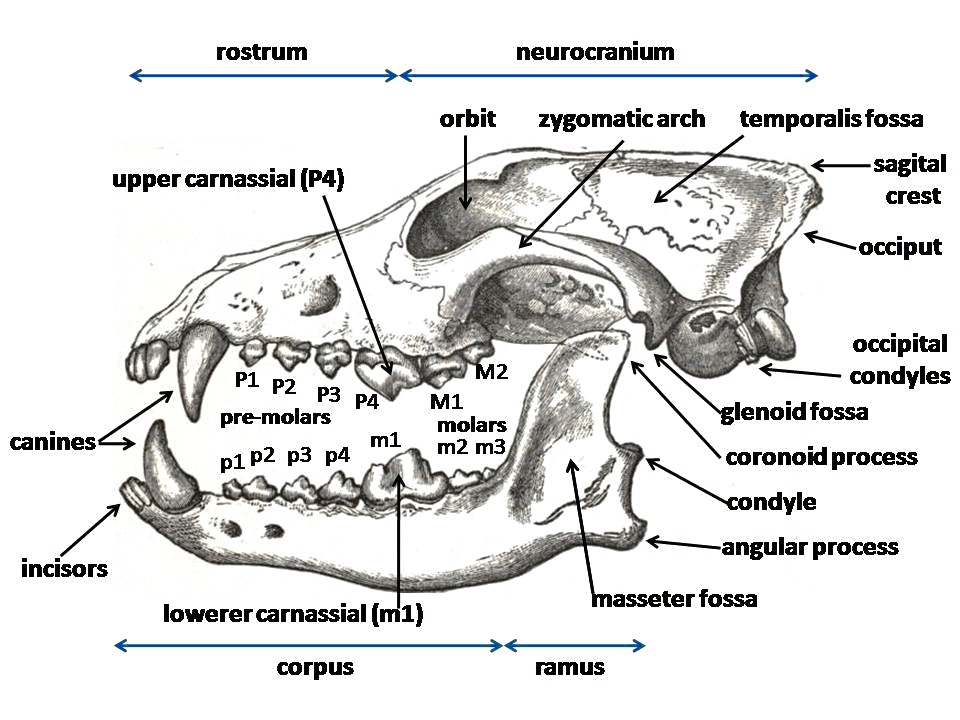
Diagramme d'un crâne de loup avec des caractéristiques clés étiquetées

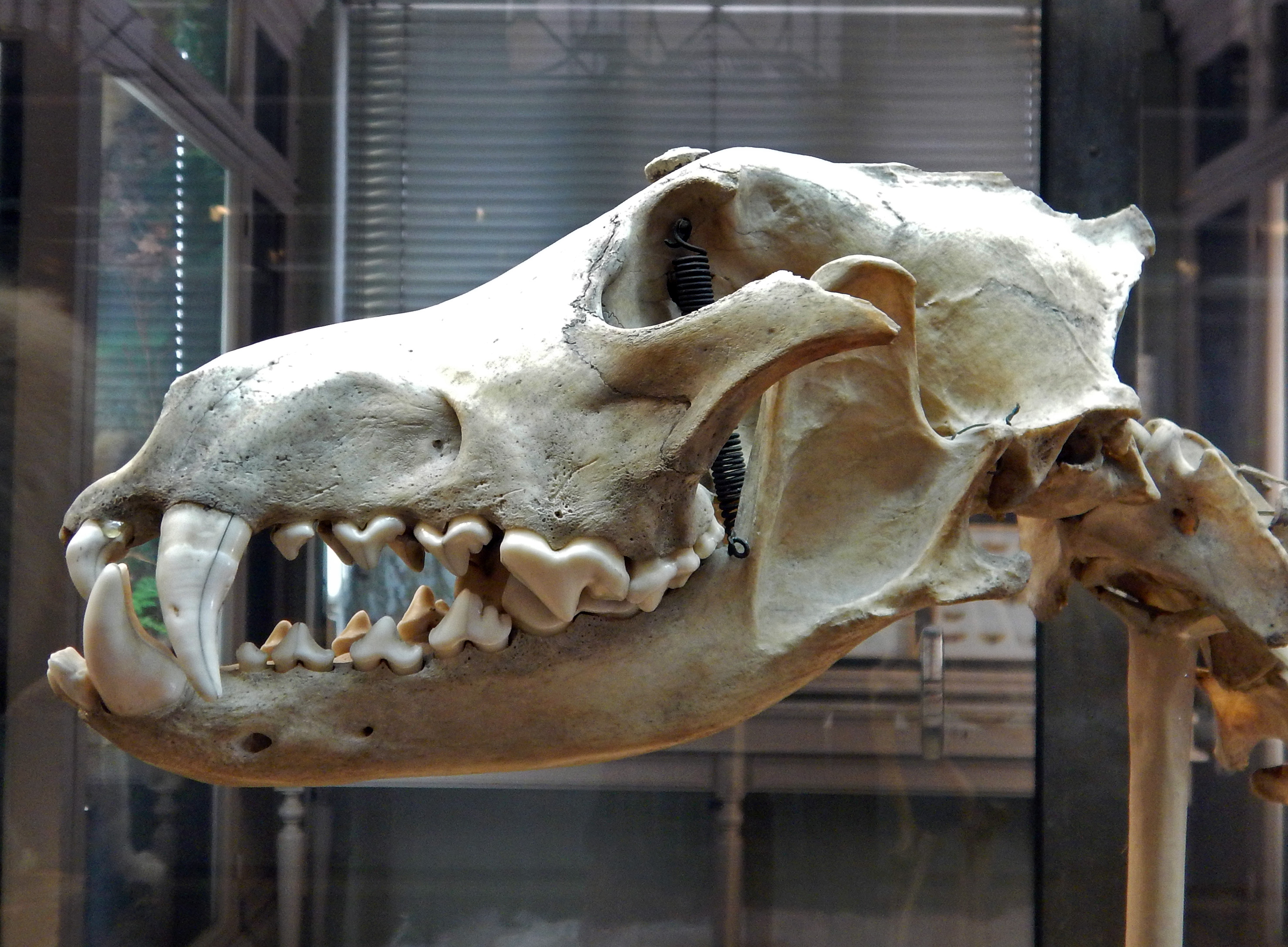
Crâne de loup gris commun.

La denture désigne la disposition des dents dans la bouche. La formule dentaire de la mâchoire supérieure est notée en lettres majuscules, I pour les incisives, C pour les canines, P pour les prémolaires et M pour les molaires, tandis que les lettres minuscules i, c, p et m sont utilisées pour les dents de la mâchoire inférieure. Les dents de chaque côté de la bouche sont numérotées à partir des dents de devant jusqu'aux dents de derrière. Chez les carnivores, les carnassières correspondent à la prémolaire supérieure P4 et à la molaire inférieure m1 et sont utilisées ensemble pour trancher les muscles et les tendons de la proie.
Les Canidés utilisent leurs prémolaires pour la coupe et l'écrasement, à l'exception de la quatrième prémolaire supérieure P4 (la carnassière supérieure) qui n'est utilisée que pour la coupe. Ils utilisent leurs molaires pour le broyage à l'exception de la première molaire inférieure m1 (la carnassière inférieure) qui a évolué à la fois pour le découpage et le broyage en fonction de l'adaptation alimentaire du canidé. Sur le carnassier inférieur, le trigonide est utilisé pour le tranchage et le talonide est utilisé pour le broyage. Le rapport entre le trigonide et le talonide indique les habitudes alimentaires d'un carnivore, un trigonide plus grand indiquant un hypercarnivore et un talonide plus grand indiquant un régime plus omnivore,. En raison de sa faible variabilité, la longueur du carnassier inférieur est utilisée pour fournir une estimation de la taille du corps d'un carnivore.
La plupart des Canidés ont 42 dents suivant la formule 3.1.4.23.1.4.3, mais le Chien des buissons n'a qu'une seule paire de molaires supérieures et deux inférieures, le Dhole en a deux supérieures et deux inférieures, et le Renard à oreilles de chauve-souris a trois ou quatre paires de molaires supérieures et quatre inférieures. Les molaires sont puissantes chez la plupart des espèces et leur permettent de casser les os pour atteindre la moelle. La formule des dents de lait chez les Canidés est 3.1.33.1.3, les molaires étant complètement absentes.
Une étude portant sur une estimation de la puissance de la morsure parmi un large échantillon de mammifères prédateurs, a découvert que rapporté à la masse corporelle, le canidé qui avait la morsure la plus puissante était Canis dirus (163) suivi par quatre canidés modernes hypercarnivores qui s'attaquent souvent à des proies plus grosses qu'eux : le Lycaon (142), le Loup gris (136), le Dhole (112) et le Dingo (108). La taille maximale des proies d'un prédateur dépend fortement de ses limites biomécaniques.

## Comportements

### Comportement social

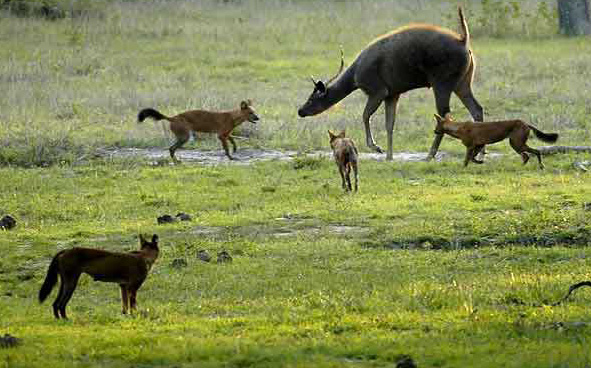
Dholes attaquant un sambar, parc national de Bandipur. C'est le seul canidé qui n'égorge pas ses proies : il les éviscère.

Presque tous les Canidés sont des animaux sociaux et vivent en groupe. En général, ils sont territoriaux ou ont un domaine vital et dorment à l'air libre, n'utilisant leurs tanières que pour la reproduction et parfois par mauvais temps. Chez la plupart des renards, et chez beaucoup de vrais chiens, un couple travaille ensemble pour chasser et élever leurs petits. Les loups gris et certains autres grands canidés vivent en groupes plus importants appelés meutes. Les chiens sauvages africains ont des meutes qui peuvent comprendre de 20 à 40 animaux et des meutes de moins d'environ sept individus peuvent être incapables de se reproduire avec succès. La chasse en meute a l'avantage de pouvoir s'attaquer à des proies plus grosses. Tous les canidés, excepté le dhole, égorgent leurs proies. Certaines espèces forment des meutes ou vivent en petits groupes familiaux selon les circonstances, notamment le type de nourriture disponible. Chez la plupart des espèces, certains individus vivent seuls. Au sein d'une meute de canidés, il existe un système de dominance pour que les animaux les plus forts et les plus expérimentés mènent la meute. Dans la plupart des cas, le mâle et la femelle dominants sont les seuls membres de la meute à se reproduire.
Les Canidés communiquent entre eux par des signaux olfactifs, par des indices visuels et des gestes, et par des vocalisations telles que des grognements, des aboiements et des hurlements. Dans la plupart des cas, les groupes ont un territoire d'origine d'où ils chassent d'autres congénères. Le territoire est marqué en laissant des marques d'odeur d'urine, qui avertissent les individus intrusifs. Le comportement social est également médié par les sécrétions des glandes sur la surface supérieure de la queue près de sa racine et des glandes anales, des glandes préputiales, et des glandes supracaudales.

### Reproduction

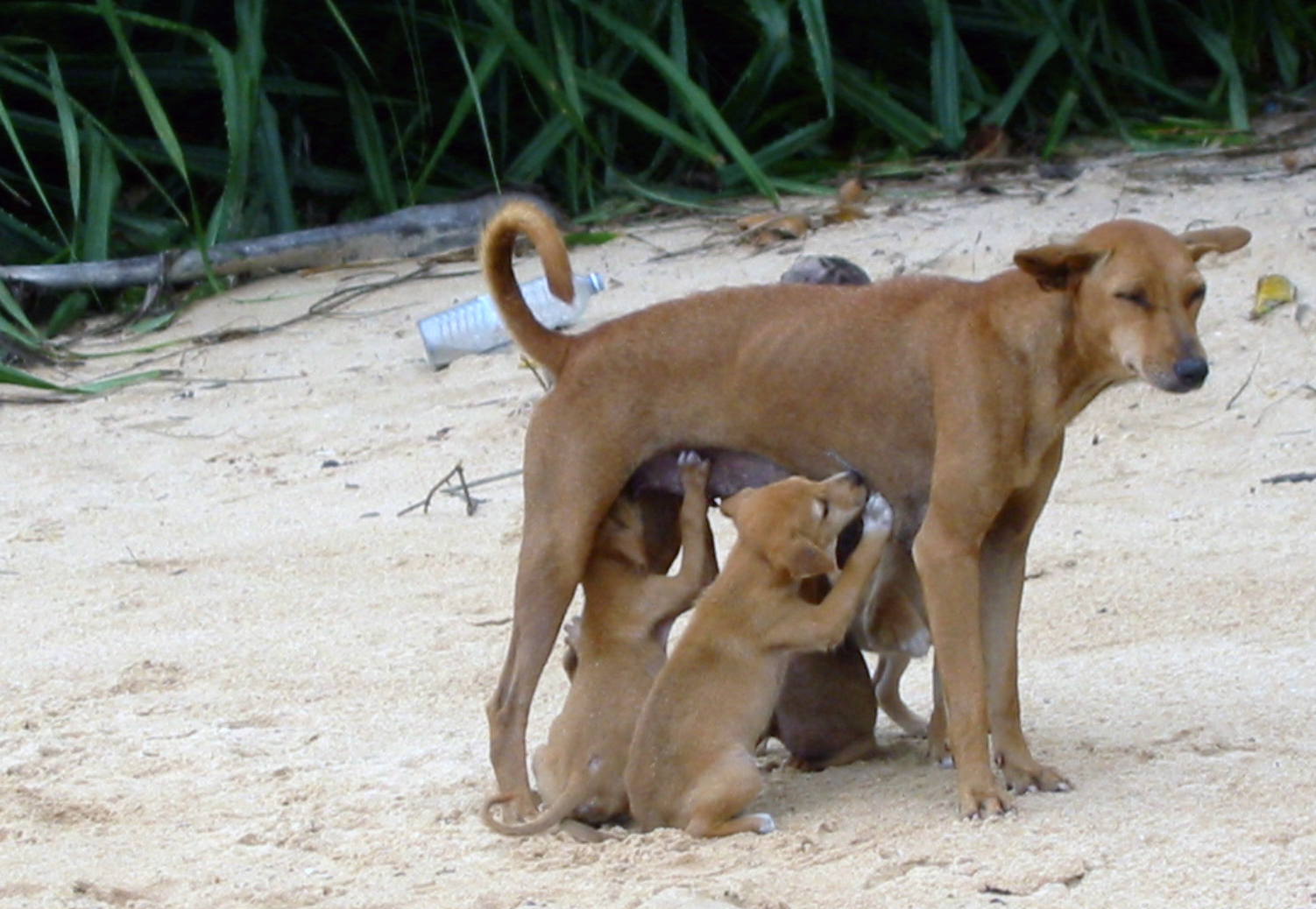
Une chienne sauvage du Sri Lanka allaite ses chiots

Les Canidés en tant que groupe présentent plusieurs traits de reproduction qui sont rares chez les mammifères dans leur ensemble. Ils sont généralement monogames, fournissent des soins paternels à leur progéniture, ont des cycles de reproduction avec de longues phases prœstrales et diœstrales et ont un lien copulatoire pendant l'accouplement. Ils retiennent également la progéniture adulte dans le groupe social, supprimant leur capacité à se reproduire tout en utilisant les soins alloparentaux qu'ils peuvent fournir pour aider à élever la prochaine génération de progéniture.
Pendant la période prœstrale, des niveaux accrus d'estradiol rendent la femelle attirante pour le mâle. Il y a une augmentation de la progestérone pendant la phase œstrale lorsque la femelle est réceptive. À la suite de cela, le niveau d'œstradiol fluctue et il y a une longue phase diœstrale pendant laquelle la femelle est enceinte. La pseudo-grossesse survient fréquemment chez les canidés qui ont ovulé mais n'ont pas réussi à concevoir. Une période d'anœstrus suit la gestation ou la pseudo-grossesse, il n'y a qu'une seule période œstrale au cours de chaque saison de reproduction. Les canidés de petite et moyenne taille ont pour la plupart une période de gestation de 50 à 60 jours, tandis que les espèces plus grandes ont en moyenne 60 à 65 jours. La période de l'année à laquelle la saison de reproduction a lieu est liée à la longueur du jour, comme cela a été démontré dans le cas de plusieurs espèces qui ont été déplacées de l'équateur vers l'autre hémisphère et connaissent un décalage de phase de six mois. Les chiens domestiques et certains petits canidés en captivité peuvent entrer en œstrus plus fréquemment, peut-être parce que le stimulus photopériodique se décompose dans des conditions d'éclairage artificiel.
La taille d'une portée varie, de un à 16 chiots ou plus naissent. Les jeunes naissent petits, aveugles et impuissants et nécessitent une longue période de soins parentaux. Ils sont conservés dans une tanière, le plus souvent creusée dans le sol, pour plus de chaleur et de protection. Lorsque les jeunes commencent à manger de la nourriture solide, les deux parents, et souvent d'autres membres de la meute, leur rapportent de la nourriture de la chasse. C'est le plus souvent vomi de l'estomac de l'adulte. Lorsqu'une telle implication de la meute dans l'alimentation de la portée se produit, le taux de réussite de reproduction est plus élevé que dans le cas où les femelles se séparent du groupe et élèvent leurs petits de manière isolée. Les jeunes canidés peuvent mettre un an à mûrir et à acquérir les compétences dont ils ont besoin pour survivre. Chez certaines espèces, comme le chien sauvage d'Afrique, la progéniture mâle reste généralement dans la meute natale, tandis que les femelles se dispersent en groupe et rejoignent un autre petit groupe du sexe opposé pour former une nouvelle meute.

## Taxinomie
Dans l'histoire des carnivores, la famille des Canidae est représentée par les deux sous-familles éteintes désignées comme Hesperocyoninae et Borophaginae, et la sous-famille existante des Caninae. Cette sous-famille comprend tous les canidés vivants et leurs parents fossiles les plus récents. Tous les Canidés vivants en tant que groupe forment un groupe dentaire monophylétique avec les borophaginés éteints, les deux groupes ayant une prémolaire (deux points) sur la molaire carnassière inférieur, ce qui confère à cette dent une capacité supplémentaire de mastication. Ceci, avec le développement d'une cuspide entoconide distincte et l'élargissement du talonide de la première molaire inférieure, et l'élargissement correspondant du talon de la première molaire supérieure et la réduction de son parastyle distinguent ces canidés du Cénozoïque tardif et sont les différences essentielles qui identifient leur clade.
Les feliformia ressemblant à des chats et les caniformes ressemblant à des chiens ont émergé au sein des Carnivoramorpha voici 45-42 millions d'années. Les Canidés sont apparus pour la première fois en Amérique du Nord à l'Éocène supérieur (37,8-33,9 Ma). Ils n'atteignirent l'Eurasie qu'au Miocène ou l'Amérique du Sud avant le Pliocène supérieur.

## Classification

### Genres et espèces actuelles
La famille des canidés inclut 13 genres et au moins 37 espèces vivantes de nos jours. Liste des espèces actuelles selon Mammal Diversity Database (5 août 2025) :
- genre Atelocynus :
  - Atelocynus microtis (Chien des buissons aux oreilles courtes)
- genre Canis :
  - Canis anthus (Loup doré)
  - Canis aureus (Chacal doré)
  - Canis latrans (Coyote)
  - Canis lupus (Loup, chien, dingo)
  - Canis simensis (Loup d'Abyssinie ou Cabéru)
- genre Cerdocyon :
  - Cerdocyon thous (Renard crabier ou Maikong)
- genre Chrysocyon :
  - Chrysocyon brachyurus (Loup à crinière)
- genre Cuon :
  - Cuon alpinus (Dhole)
- genre Dusicyon
  - Dusicyon australis † (Loup des Malouines)
- genre Lycalopex :
  - Lycalopex culpaeus (Culpeau ou Renard de Magellan)
  - Lycalopex fulvipes (Renard de Darwin)
  - Lycalopex griseus (Renard gris d'Argentine)
  - Lycalopex gymnocercus (Renard d'Aszara)
  - Lycalopex sechurae (Renard du désert austral)
  - Lycalopex vetulus (Renard chenu)
- genre Lupulella :  
  - Lupulella adusta (Chacal à flancs rayés)
  - Lupulella mesomelas (Chacal à chabraque)
- genre Lycaon :
  - Lycaon pictus (Lycaon)
- genre Nyctereutes (Chiens viverrins ou Tanukis) : 
  - Nyctereutes procyonoides (Tanuki de Chine)
  - Nyctereutes viverrinus (Tanuki du Japon)
- genre Otocyon :
  - Otocyon megalotis (Otocyon ou Renard à oreilles de chauve-souris)
- genre Speothos :
  - Speothos venaticus (Chien des buissons)
- genre Urocyon :
  - Urocyon cinereoargenteus (Renard gris d'Amérique)
  - Urocyon littoralis (Renard gris insulaire)
- genre Vulpes :
  - Vulpes bengalensis (Renard du Bengale)
  - Vulpes cana (Renard de Blanford)
  - Vulpes chama (Renard du Cap)
  - Vulpes corsac (Renard corsac)
  - Vulpes ferrilata (Renard du Tibet)
  - Vulpes lagopus (Renard arctique ou Isatis)
  - Vulpes macrotis (Renard nain)
  - Vulpes pallida (Renard pâle)
  - Vulpes rueppellii (Renard de Rüppell)
  - Vulpes velox (Renard véloce)
  - Vulpes vulpes (Renard roux)
  - Vulpes zerda (Fennec)

Toutes les espèces actuelles font partie de la sous-famille des Caninés (Caninae).

### Taxons fossiles

#### Sous-familles
Liste des sous-famille fossiles selon la Paleobiology Database :
- sous-famille † Hesperocyoninae Tedford 1978
- sous-famille † Borophaginae Simpson, 1945

Le détail des genres fossiles est disponible sur les articles de ces sous-familles.

#### Genres des Caninés
La sous-famille des Caninés (Caninae), qui comprend les espèces actuelles, contient également de nombreux genres éteints.
Classification des genres fossiles et actuels de Caninés d'après Wang Xiaoming, et al. (2008), Zrzavý et al. (2018) et la Paleobiology Database :
Sous-famille Caninae Gill, 1872 :
- † Leptocyon Matthew, 1918  (genre basal paraphylétique)

- tribu † Canini Fischer de Waldheim, 1817 :
  - sous-tribu Canina Gray, 1825 :
    - († Aenocyon Merriam, 1918 pour Canis dirus)
    - Canis Linnaeus, 1758  (paraphylétique)
    - Cuon Hodgson, 1838
    - † Cynotherium Studiati, 1857
    - † Eucyon Tedford and Qiu, 1996
    - Lupulella Hilzheimer, 1906
    - Lycaon Brookes, 1827
    - † Xenocyon Kretzoi, 1938

  - sous-tribu † Cerdocyonina Tedford et al., 2009 :
    - Atelocynus Cabrera, 1940
    - Cerdocyon Hamilton-Smith, 1839
    - Chrysocyon Hamilton-Smith, 1839
    - Dusicyon Hamilton Smith, 1839
    - Lycalopex Burmeister, 1854
    - † Protocyon Giebel, 1855
    - Speothos Lund, 1839
    - † Theriodictis Mercerat, 1891
    - † Sinicuon Kretzoi, 1941
- tribu Vulpini Hemprich and Ehrenberg, 1832 :
  - † Ferrucyon Ruiz-Ramoni et al., 2020
  - † Nurocyon Sotnikova, 2006
  - Nyctereutes Temminck, 1838
  - † Metalopex Tedford et Wang, 2008
  - Otocyon Müller, 1835
  - † Prototocyon Pohle, 1928
  - Vulpes Frisch, 1775
- Urocyon Baird, 1857

Dans la phylogénie de 2018, le clade regroupant les genres † Metalopex et Urocyon est basal par rapport aux deux tribus.

## Phylogénie
Position phylogénétique des Canidés au sein des Caniformes, sur la base de découvertes de fossiles :
|  | †Hesperocyoninae                                                                                         |
|  | |
|  | \| \| †Borophaginae \| \| \| \| \| \| Caninae (tous les canidés modernes et parents éteints) \| \| \| \| |
|  | |
|  | †Borophaginae                                                                                            |
|  | |
|  | Caninae (tous les canidés modernes et parents éteints)                                                   |
|  | |

|  | †Borophaginae                                          |
|  |                                                        |
|  | Caninae (tous les canidés modernes et parents éteints) |
|  |                                                        |

|  | †Hesperocyoninae                                                                                         |
|  | |
|  | \| \| †Borophaginae \| \| \| \| \| \| Caninae (tous les canidés modernes et parents éteints) \| \| \| \| |
|  | |
|  | †Borophaginae                                                                                            |
|  | |
|  | Caninae (tous les canidés modernes et parents éteints)                                                   |
|  | |

|  | †Borophaginae                                          |
|  |                                                        |
|  | Caninae (tous les canidés modernes et parents éteints) |
|  |                                                        |

|  | †Hesperocyoninae                                                                                         |
|  | |
|  | \| \| †Borophaginae \| \| \| \| \| \| Caninae (tous les canidés modernes et parents éteints) \| \| \| \| |
|  | |
|  | †Borophaginae                                                                                            |
|  | |
|  | Caninae (tous les canidés modernes et parents éteints)                                                   |
|  | |

|  | †Borophaginae                                          |
|  |                                                        |
|  | Caninae (tous les canidés modernes et parents éteints) |
|  |                                                        |

|  | †Hesperocyoninae                                                                                         |
|  | |
|  | \| \| †Borophaginae \| \| \| \| \| \| Caninae (tous les canidés modernes et parents éteints) \| \| \| \| |
|  | |
|  | †Borophaginae                                                                                            |
|  | |
|  | Caninae (tous les canidés modernes et parents éteints)                                                   |
|  | |

|  | †Borophaginae                                          |
|  |                                                        |
|  | Caninae (tous les canidés modernes et parents éteints) |
|  |                                                        |

## Origine et évolution

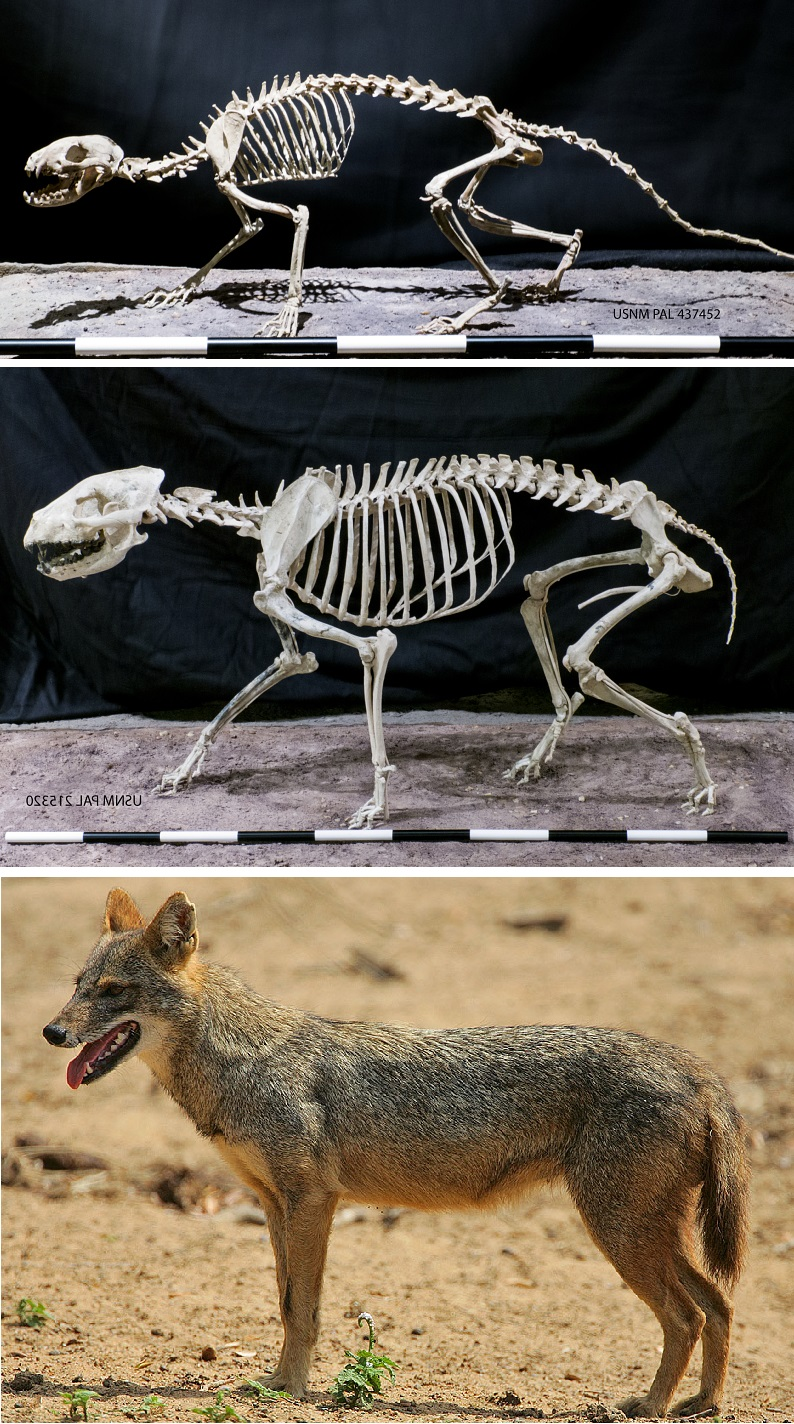
Représentants des trois sous-familles de Canidés : Hesperocyon (Hesperocyoninae), Aelurodon (Borophaginae) et Canis aureus (Caninae)

Les canidés actuels constituent un groupe de 34 espèces de taille et d'apparence variées, du Loup à crinière à la silhouette élancée au Chien des buissons court sur patte. Les relations évolutives entre les espèces ont été étudiées à travers la morphologie, mais aussi plus récemment en recourant à des études moléculaires. Chez certaines espèces la divergence génétique a disparu en raison d'un important flux génétique entre différentes populations.

### Éocène
Les carnivores ont évolué à partir des Miacidae il y a environ 55 millions d'années, pendant le Paléocène tardif. Environ 5 millions d'années plus tard, les carnivores se sont séparés en deux branches principales, les caniformes et les féliformes. Le premier véritable canidé est apparu il y a environ 40 millions d'années. Appelé Prohesperocyon (en), ses restes ont été découverts dans le sud-ouest de l'actuel Texas. Il présentait des traits caractéristiques des Canidés, notamment la perte de la troisième molaire supérieure (qui contribue à rendre la morsure plus cisaillante), et la structure de l'oreille moyenne qui possède un os tympanal élargi (structure osseuse creuse qui protège les parties les plus fragiles de l'oreille). Prohesperocyon avait probablement des membres légèrement plus longs que ses prédécesseurs, ainsi que des orteils parallèles et serrés les uns contre les autres qui diffèrent notablement des doigts écartés des ours.
Les Canidés se sont ensuite subdivisés en trois sous-familles, toutes apparues pendant l'Éocène : Hesperocyoninae (environ 39.7- 15 millions d'années), Borophaginae (environ 34 - 2 millions d'années) et Caninae (environ 34 millions d'années à aujourd'hui). Les Caninae sont la seule sous-famille encore existante et inclut les loups, les renards, les coyotes, les chacals et les chiens domestiques. Les membres de chaque sous-famille ont gagné en masse avec le temps et certains présentaient un régime spécialisé hypercarnivore qui a favorisé leur extinction.

### Oligocène
Pendant l'Oligocène, les trois sous-familles de Canidés (Hesperocyoninae, Borophaginae, et Caninae) sont présentes en Amérique du Nord, d'après les fossiles conservés. La branche la plus ancienne et la plus primitive des Canidés est celle des Hesperocyoninae, qui inclut le genre Mesocyon (38-24 millions d'années). Ces canidés primitifs étaient probablement adaptés à la poursuite rapide de proies dans un milieu de prairie ; ils ressemblaient aux actuels viverrides. Les Hesperocyonines ont fini par disparaître au milieu du Miocène. Certains des premiers membres des Hesperocyonines, les espèces du genre Hesperocyon, ont donné naissance aux genres Archaeocyon et Leptocyon. Ces branches ont ensuite mené aux Borophagines et aux Caninés.

### Miocène
Il y a environ 9-10 millions d'années, pendant le Miocène tardif, les genres Canis, Urocyon et Vulpes ont commencé leur expansion à partir du Sud-Ouest de l'Amérique du Nord, là où les caninés ont commencé à se diversifier. Le succès de ces caninés est lié à l'apparition des carnassières inférieures leur permettant à la fois de mastiquer et d'arracher la viande . Il y a environ 8 millions d'années, le pont terrestre de la Béringie a permis aux membres du genre Eucyon d'atteindre l'Asie puis l'Europe.

### Pliocène
Pendant le Pliocène, il y a environ 4-5 millions d'années, Canis lepophagus est apparu en Amérique du Nord. Cette espèce était de petite taille, certains spécimens ressemblaient aux coyotes et d'autres aux loups. Canis latrans (le coyote) pourrait descendre de Canis lepophagus.
La formation de l'isthme de Panama il y a environ 3 millions d'années, en reliant les deux Amériques, a permis aux Canidés d'atteindre l'Amérique du Sud où ils se sont diversifiés. Cependant l'ancêtre commun le plus récent des canidés sud-américains vivait en Amérique du Nord il y a 4 millions d'années et il est probable qu'il y eut plus d'un passage à travers l'isthme. L'une des lignées issues de cette migration comprend le renard gris (Urocyon cinereoargentus) ainsi que Canis dirus, maintenant éteint. Une autre lignée est composée d'espèces endémiques de l'Amérique du Sud : le Loup à crinière (Chrysocyon brachyurus), le Chien des buissons aux oreilles courtes (Atelocynus microtis), le Chien des buissons (Speothos venaticus), le Renard crabier (Cerdocyon thous) et les renards sud-américains (Lycalopex spp.). La phylogénie de ce groupe a été établie grâce à des études moléculaires.

### Pléistocène
Durant le Pléistocène est apparu la lignée du loup d'Amérique du Nord avec Canis edwardii, clairement identifié comme un loup, et Canis rufus, un probable descendant de Canis edwardii. Il y a 800 000 ans environ Canis armbrusteri est apparu en Amérique du Nord. Ce grand loup était présent dans toute l'Amérique du Nord et l'Amérique centrale avant d'être supplanté par son descendant, Canis dirus, qui atteignit l'Amérique du Sud à la fin du Pléistocène.
Il y a 300 000 ans un certain nombre de sous-espèces du loup gris (Canis lupus) étaient apparues à travers l'Europe et le Nord de l'Asie. Le loup gris a colonisé l'Amérique du Nord à la fin du Rancholabréen en traversant le pont de la Béringie. Il y eut au moins trois passages différents, chacun ayant été effectué par au moins un clade du loup gris d'Eurasie. L'étude de l'ADN mitochondrial montre  qu'il existe actuellement au moins quatre lignée de Canis lupus. Canis dirus cohabita un temps avec Canis lupus mais disparut lors de l'extinction massive qui survint il y a 11 500 ans. Ce canidé était probablement plus un charognard qu'un prédateur : il semble que ses molaire étaient faites pour écraser les os et il a probablement été victime de la disparition des grands herbivores dont les charognes l'alimentaient.
En 2015, une étude portant sur le génome mitochondrial et le  génome nucléaire des canidés d'Afrique et d'Eurasie a établi que les Canidés avaient colonisé l'Afrique depuis l'Eurasie au moins cinq fois au cours du Pliocène et du Pléistocène, ce que confirme les découvertes de fossiles. Cela suggère que la diversité des canidés africains est le résultat de vagues d'immigration de canidés eurasiatiques, probablement à l'occasion des changements climatiques (entre climat aride et climat humide) du Pliocène et du Pléistocène. Après avoir comparé les Chacals dorés d'Afrique et d'Eurasie, l'étude conclut que les spécimens africains appartiennent à une lignée monophylétique distincte qui devrait être reconnue comme une espèce à part entière, Canis anthus (le Loup doré). D'après une étude phylogénétique effectuée à partir de séquences d'ADN nucléaire, le Chacal doré d'Eurasie (Canis aureus) s'est séparé de la lignée du loup et du coyote il y a 1,9 million d'années, alors que le Loup doré s'en est séparé il y a 1,3 million d'années. Les séquences du génome mitochondrial indique que le Loup d'Abyssinie a divergé de la lignée du loup et du coyote peu de temps avant.

## Canidés et humains

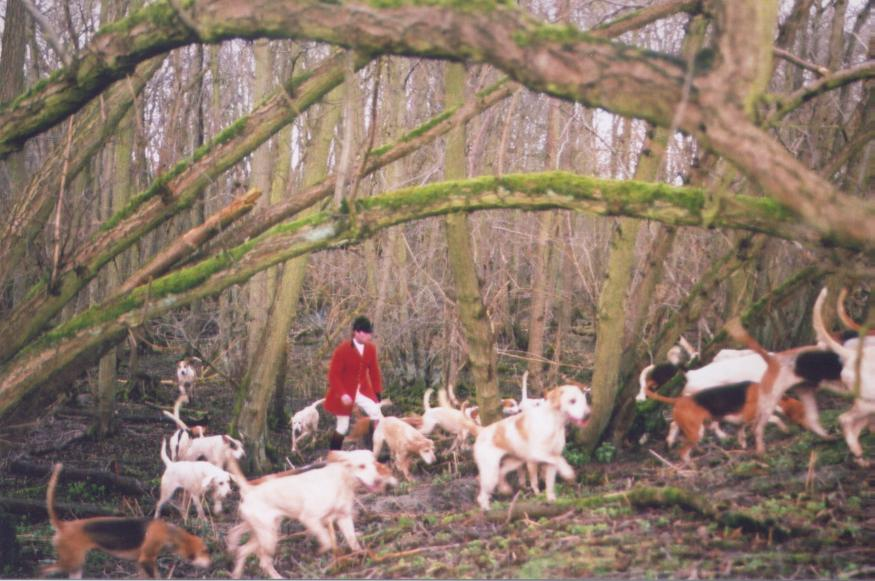
Chasse au renard anglais traditionnel

Un canidé, le chien domestique, a noué un partenariat avec les humains il y a longtemps. Le chien a été la première espèce domestiquée,,,. Les archives archéologiques montrent que les premiers restes de chiens incontestés ont été enterrés à côté des humains il y a 14 700 ans, avec des restes contestés il y a 36 000 ans. Ces dates impliquent que les premiers chiens sont apparus à l'époque des chasseurs-cueilleurs humains et non des agriculteurs,.
Le fait que les loups soient des bêtes de somme avec des structures sociales coopératives peut avoir été la raison pour laquelle la relation s'est développée. Les humains ont bénéficié de la loyauté, de la coopération, du travail d'équipe, de la vigilance et des capacités de suivi du canidé, tandis que le loup a peut-être bénéficié de l'utilisation d'armes pour s'attaquer à des proies plus grosses et du partage de nourriture. Les humains et les chiens peuvent avoir évolué ensemble.
Parmi les Canidés, seul le loup gris est connu pour s'attaquer aux humains. Néanmoins, au moins deux enregistrements de coyotes tuant des humains ont été publiés, et au moins deux autres rapports de chacals dorés tuant des enfants. Les êtres humains ont piégé et chassé certaines espèces de Canidés pour leur fourrure et d'autres, en particulier le loup gris, le coyote et le renard roux, pour le sport. Les Canidés tels que le dhole sont maintenant menacés dans la nature en raison de la persécution, de la perte d'habitat, de l'épuisement des espèces de proies d'ongulés et de la transmission de maladies par les chiens domestiques.

## Galerie

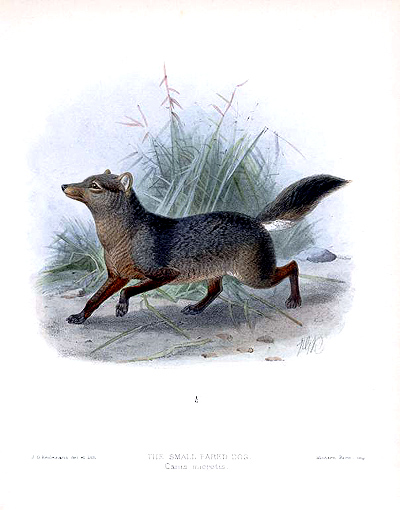
Atelocynus microtis
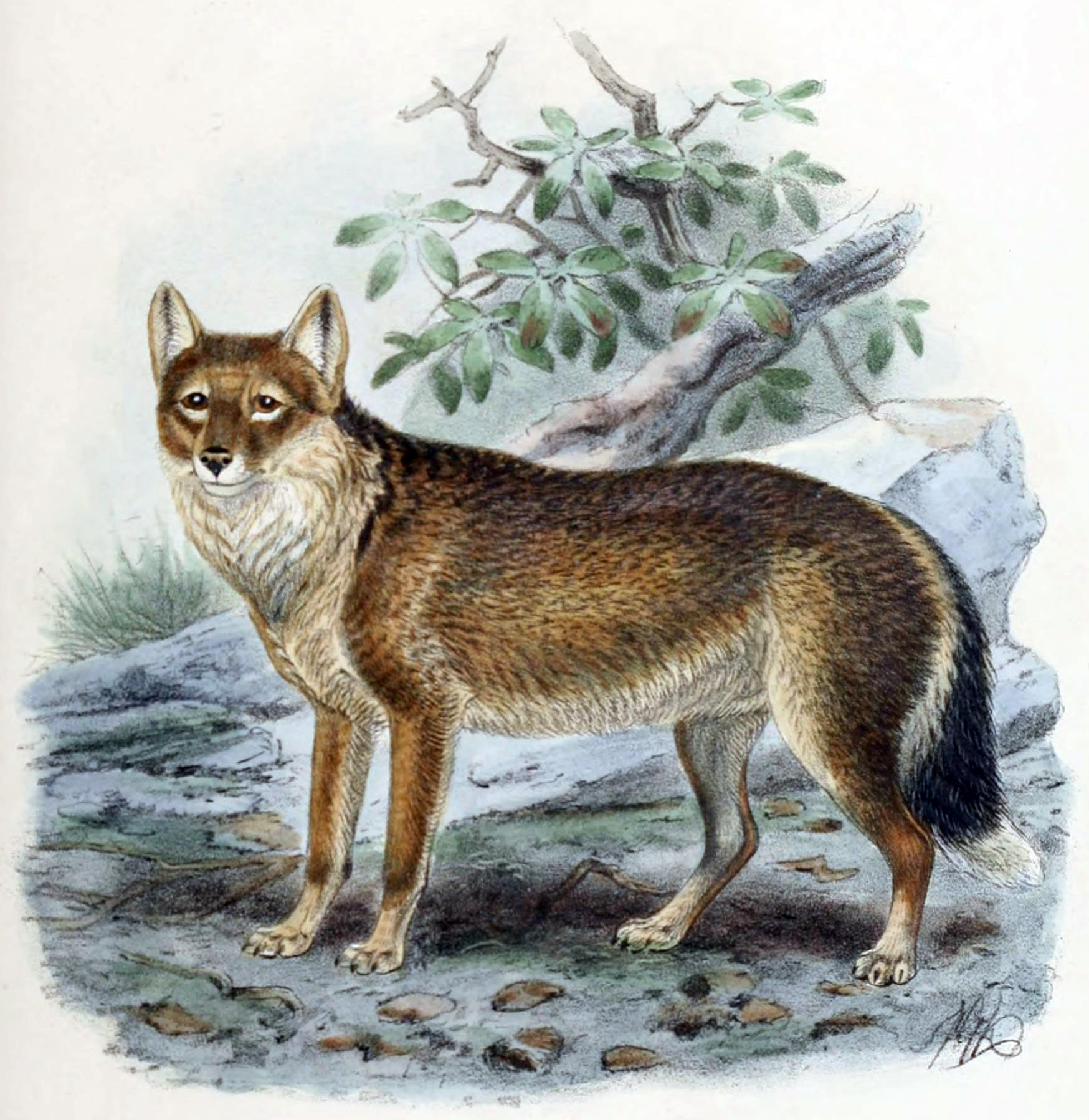
Dusicyon australis
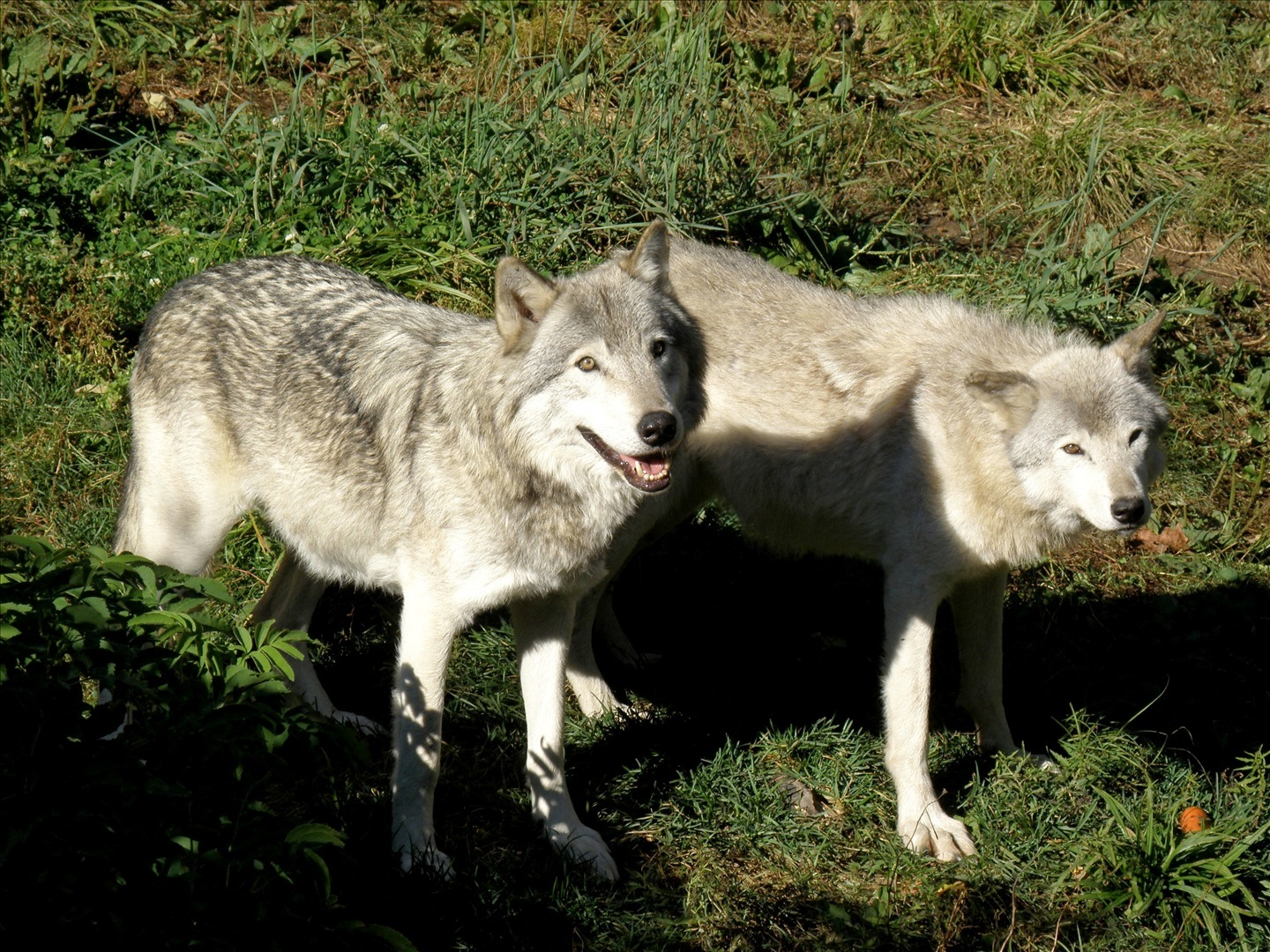
Canis lupus
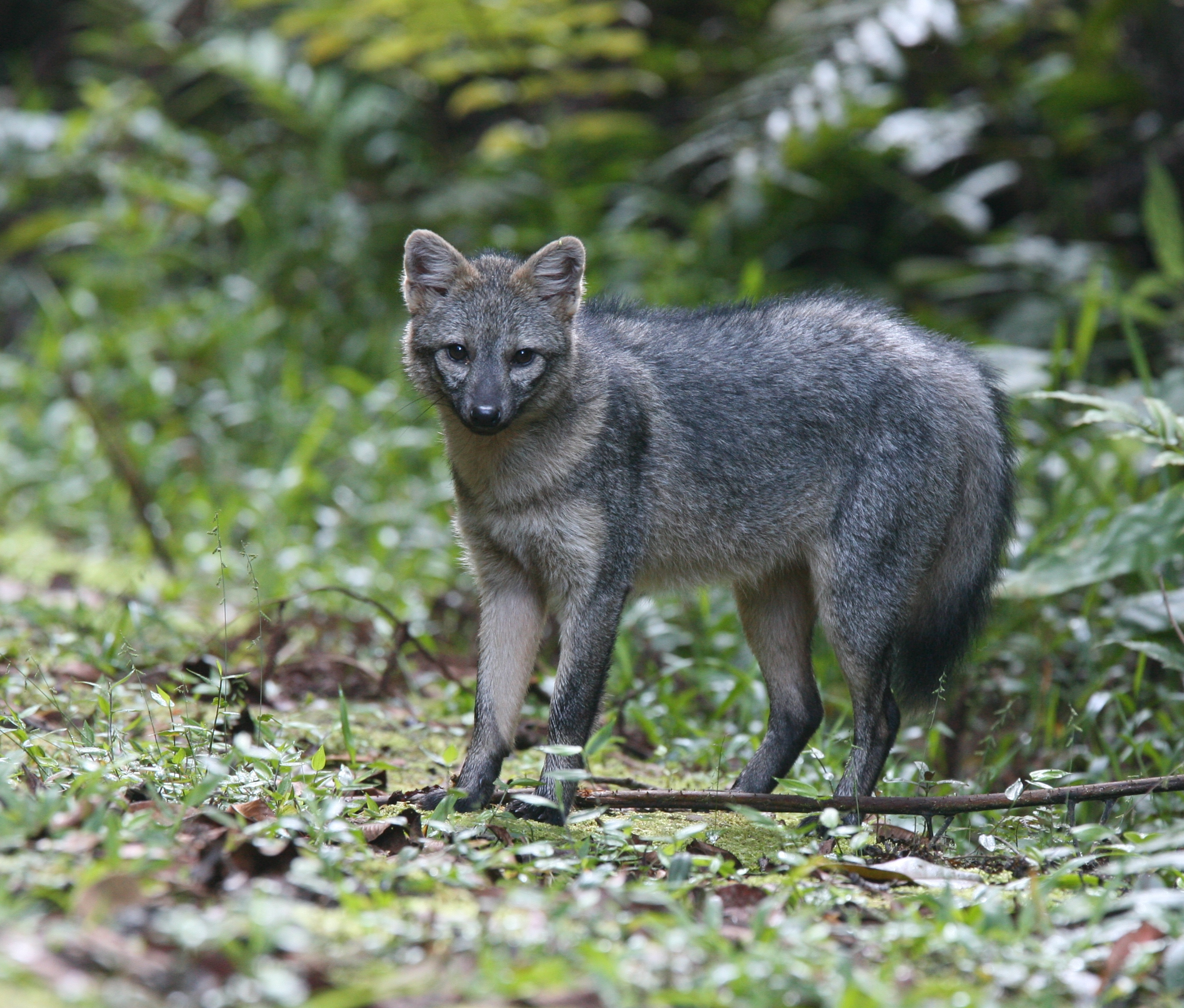
Cerdocyon thous
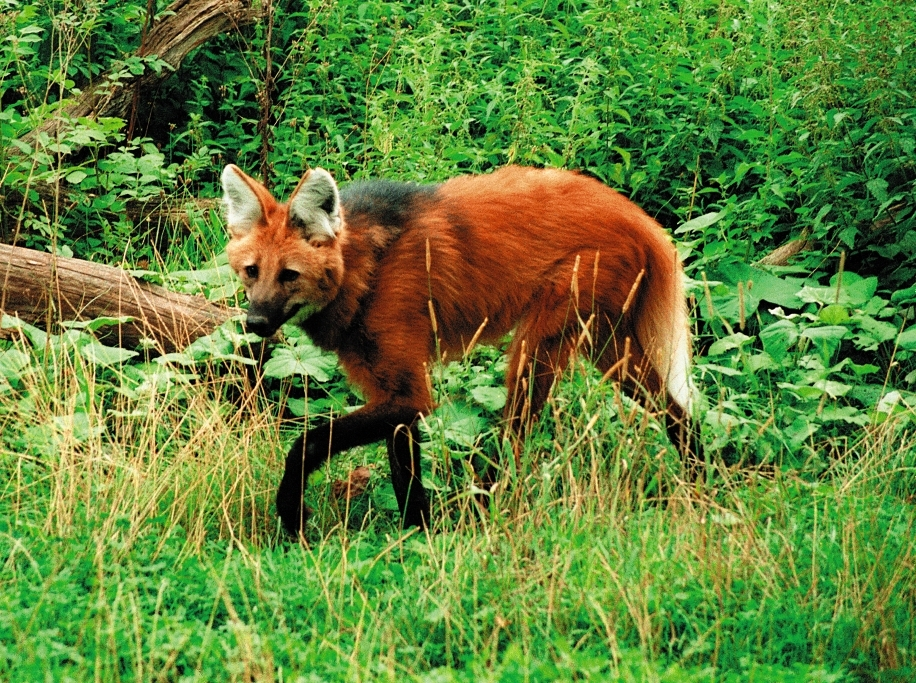
Chrysocyon brachyurus
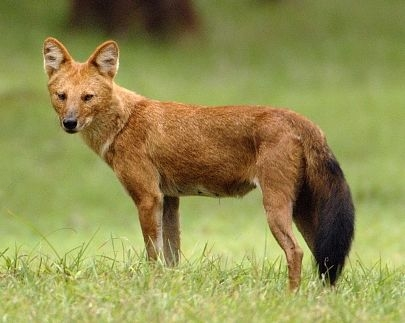
Cuon alpinus
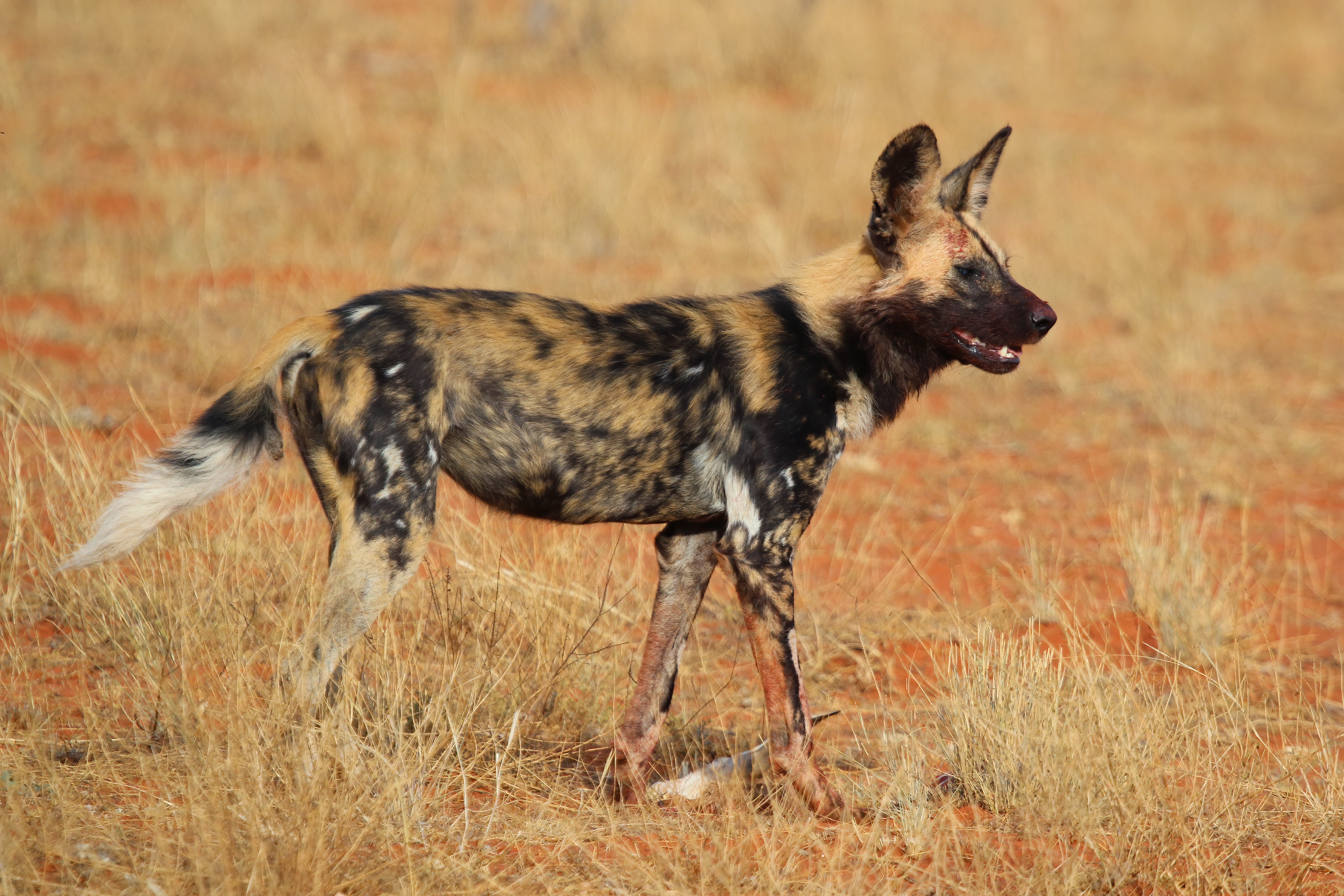
Lycaon pictus
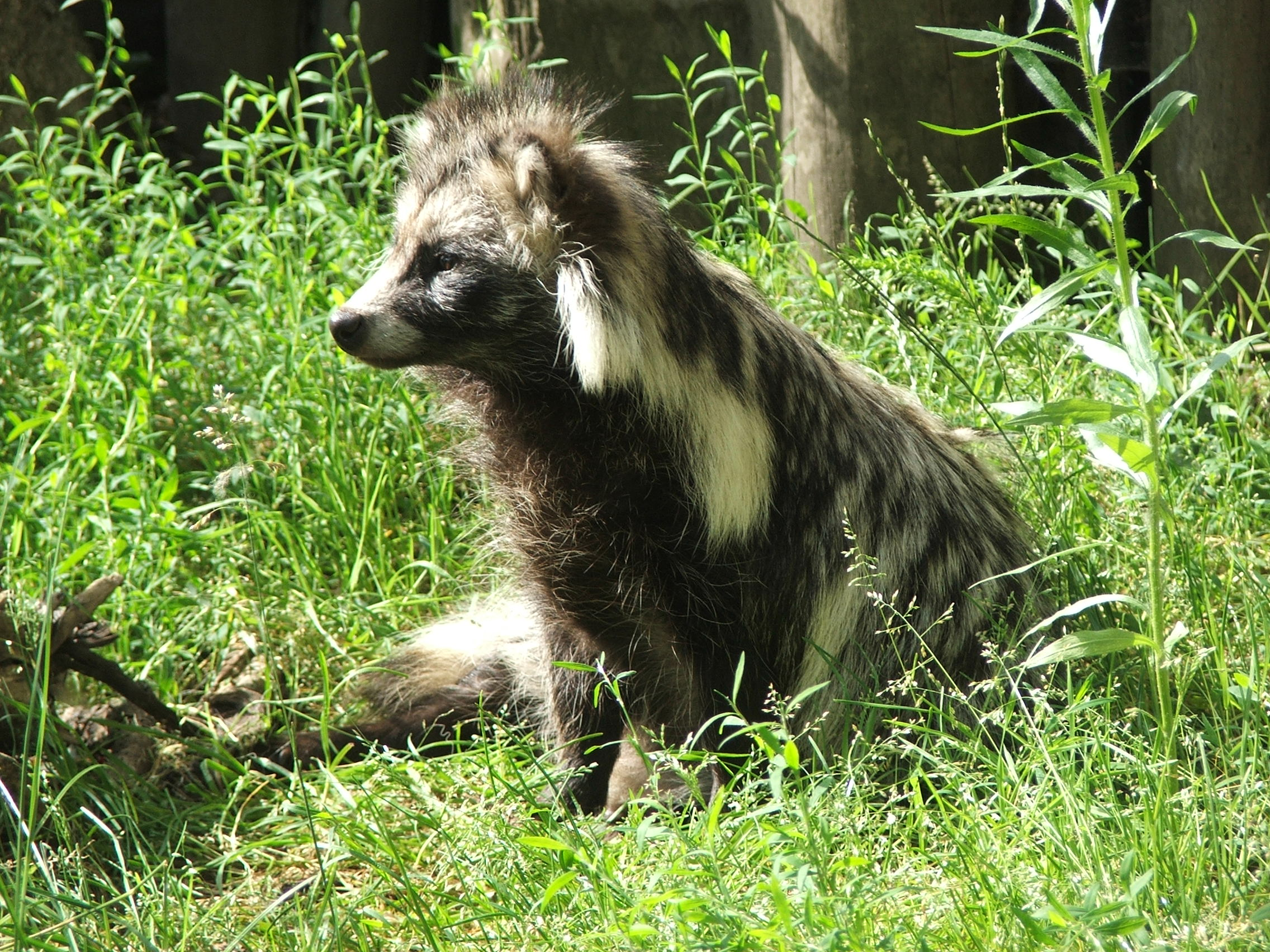
Nyctereutes procyonoides
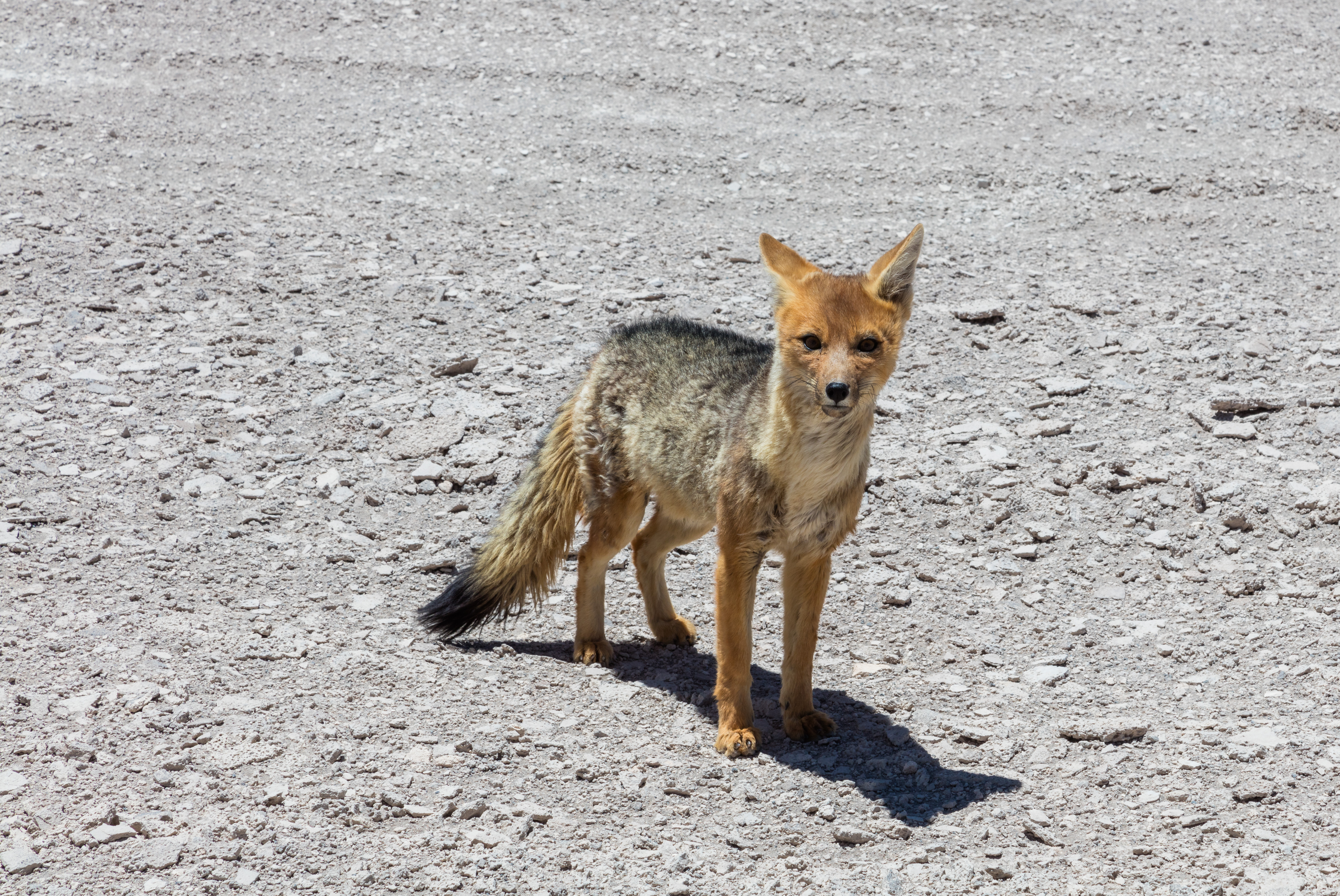
Lycalopex culpaeus
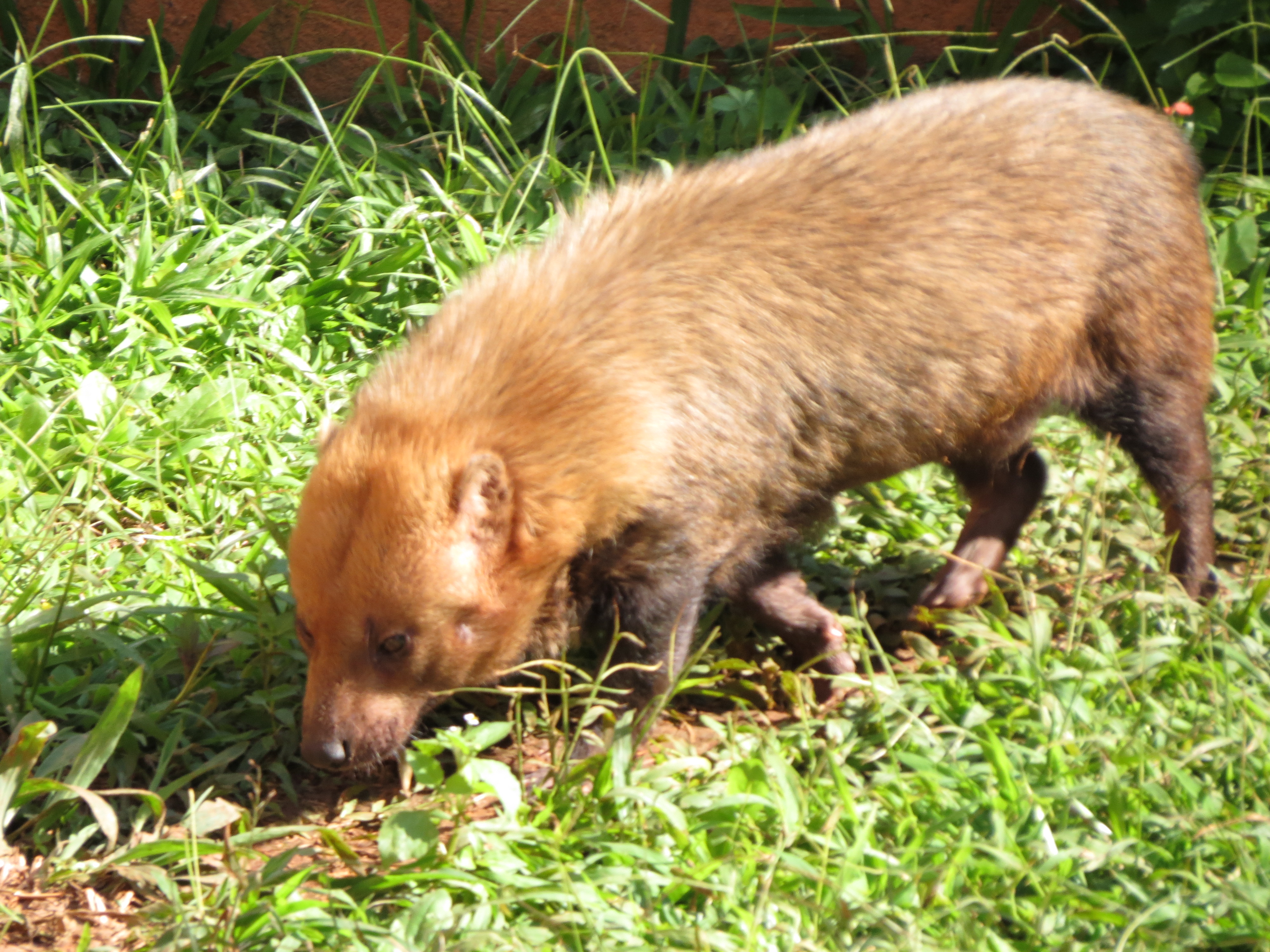
Speothos venaticus
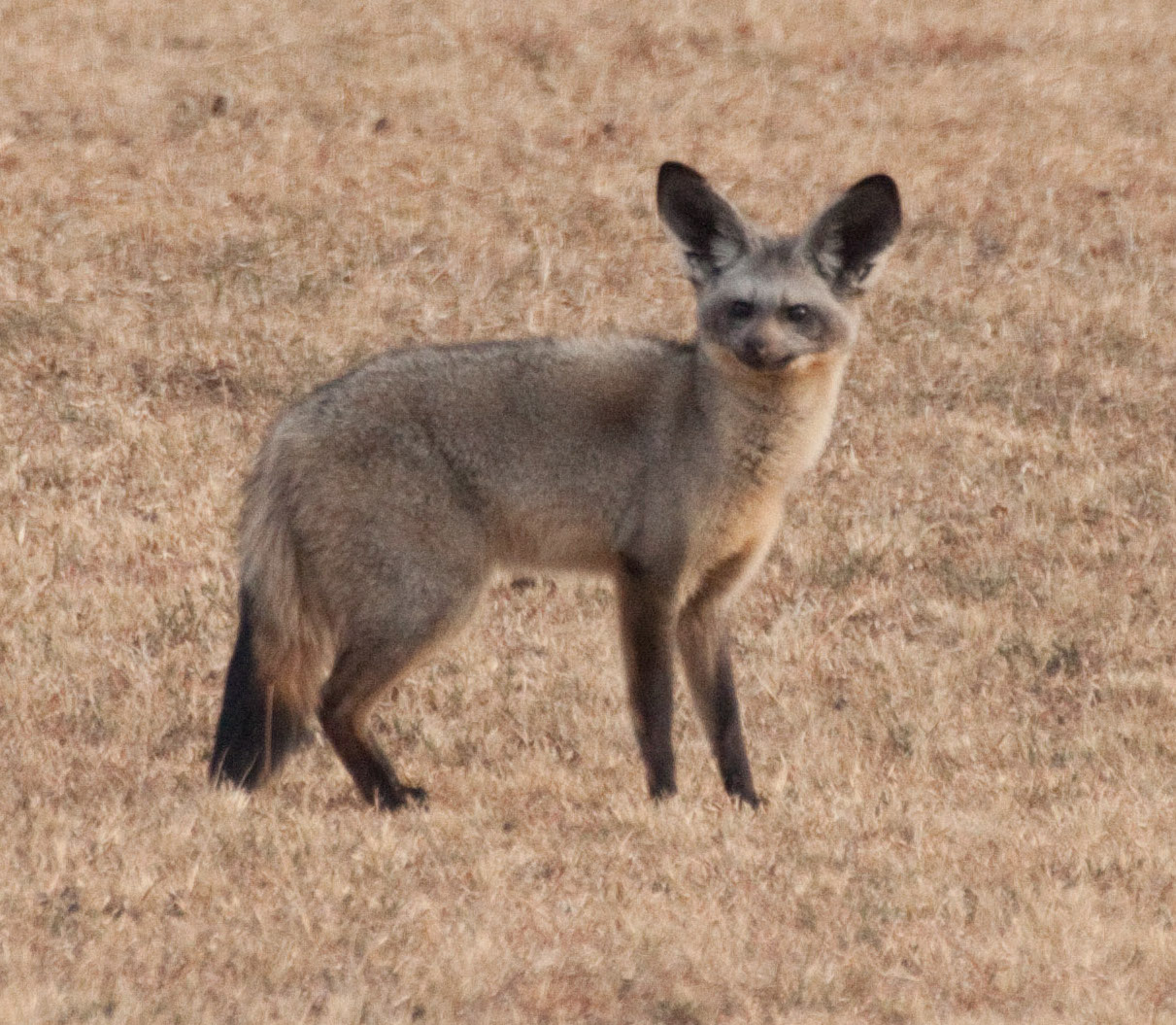
Otocyon megalotis
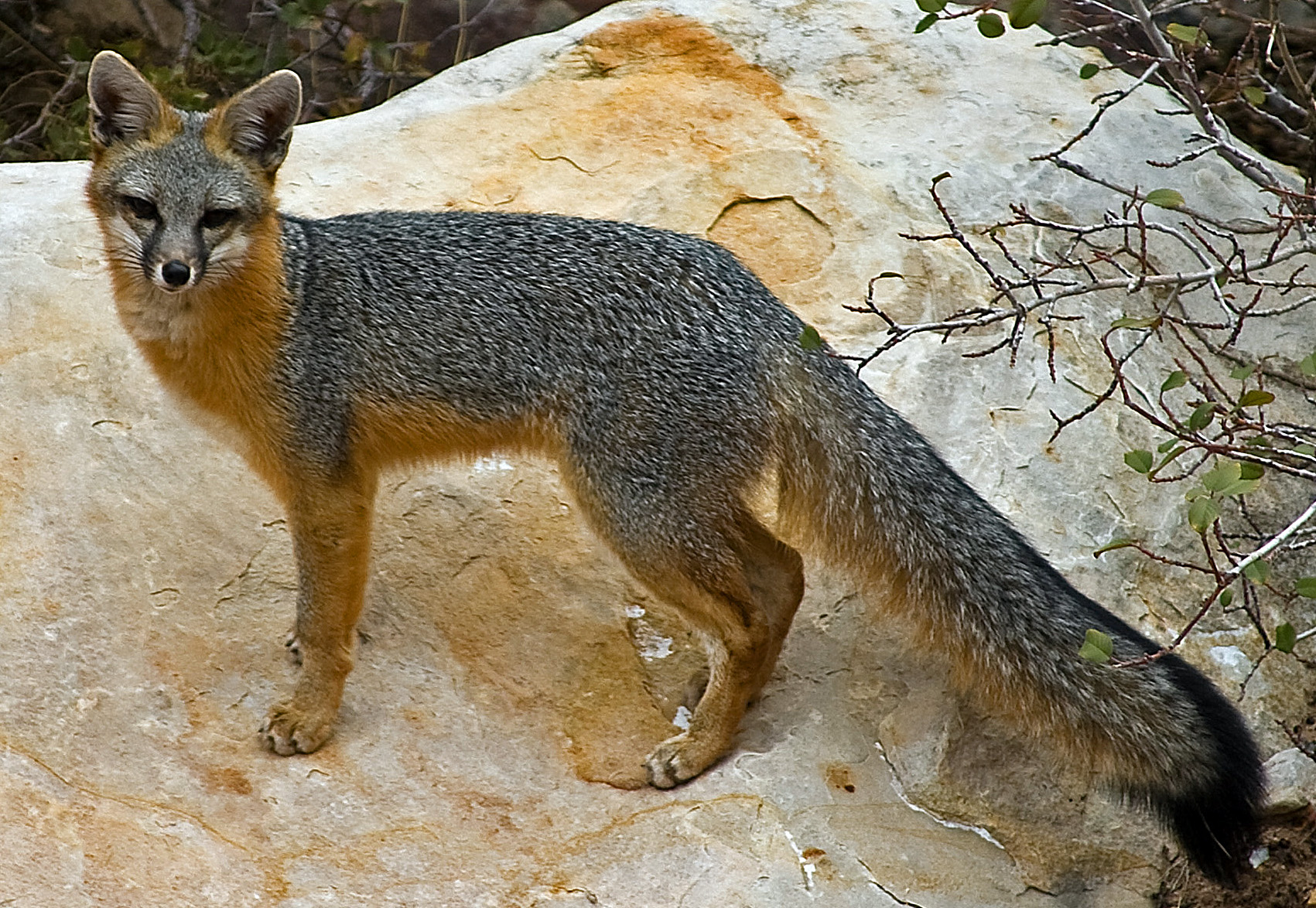
Urocyon cinereoargenteus
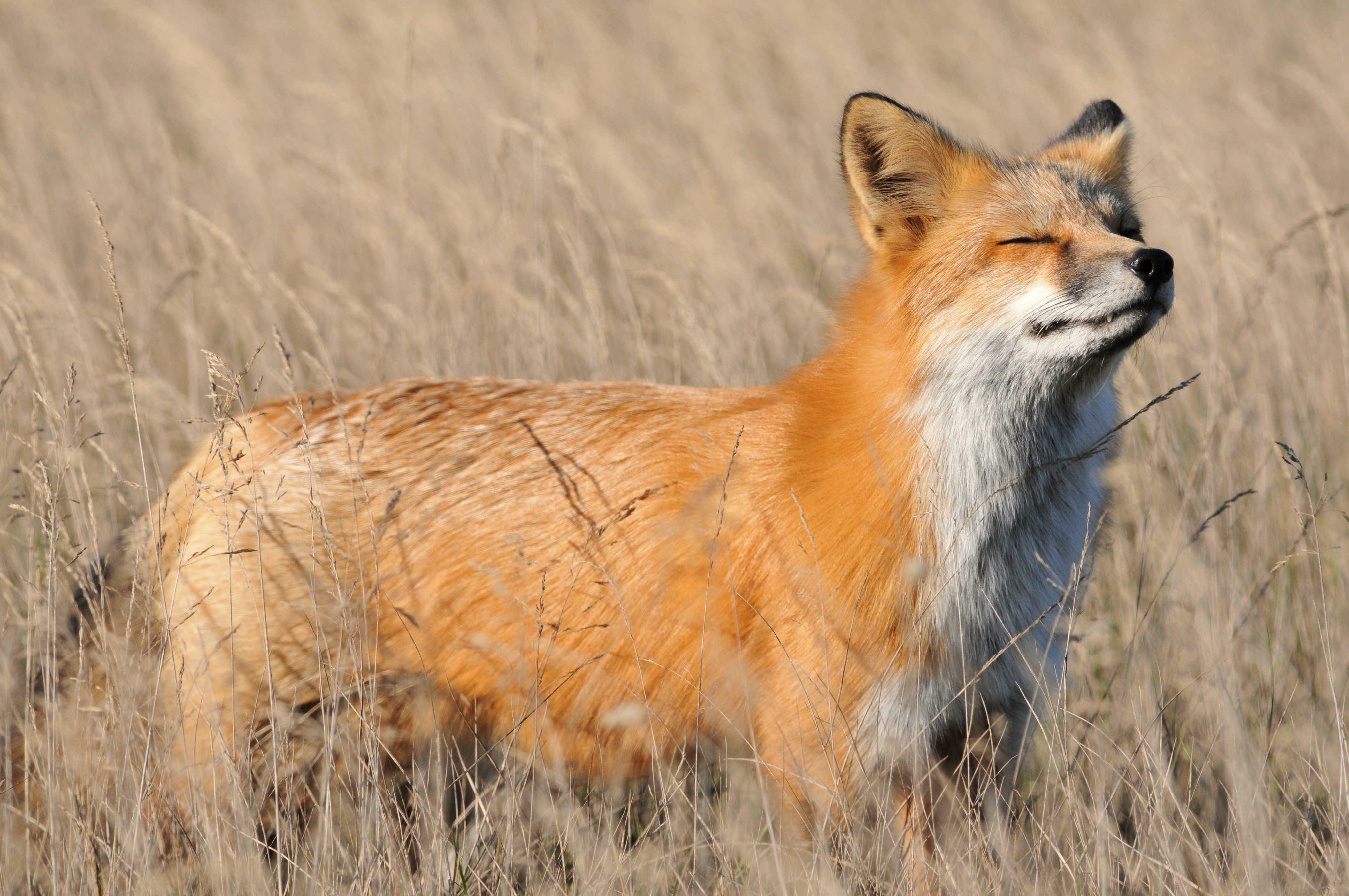
Vulpes vulpes
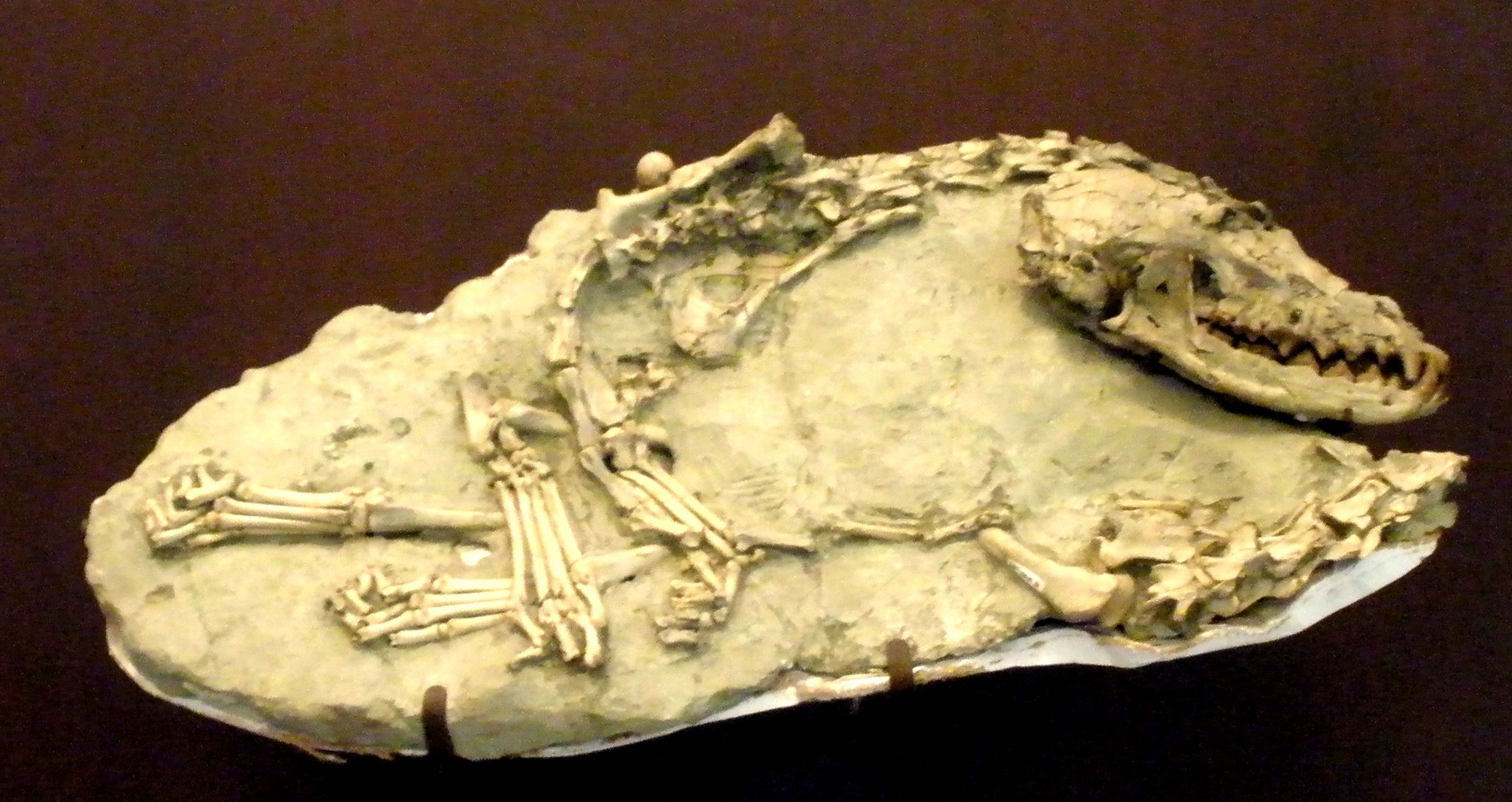
Fossile de Eucyon davisi